# Seilbahn Tatev

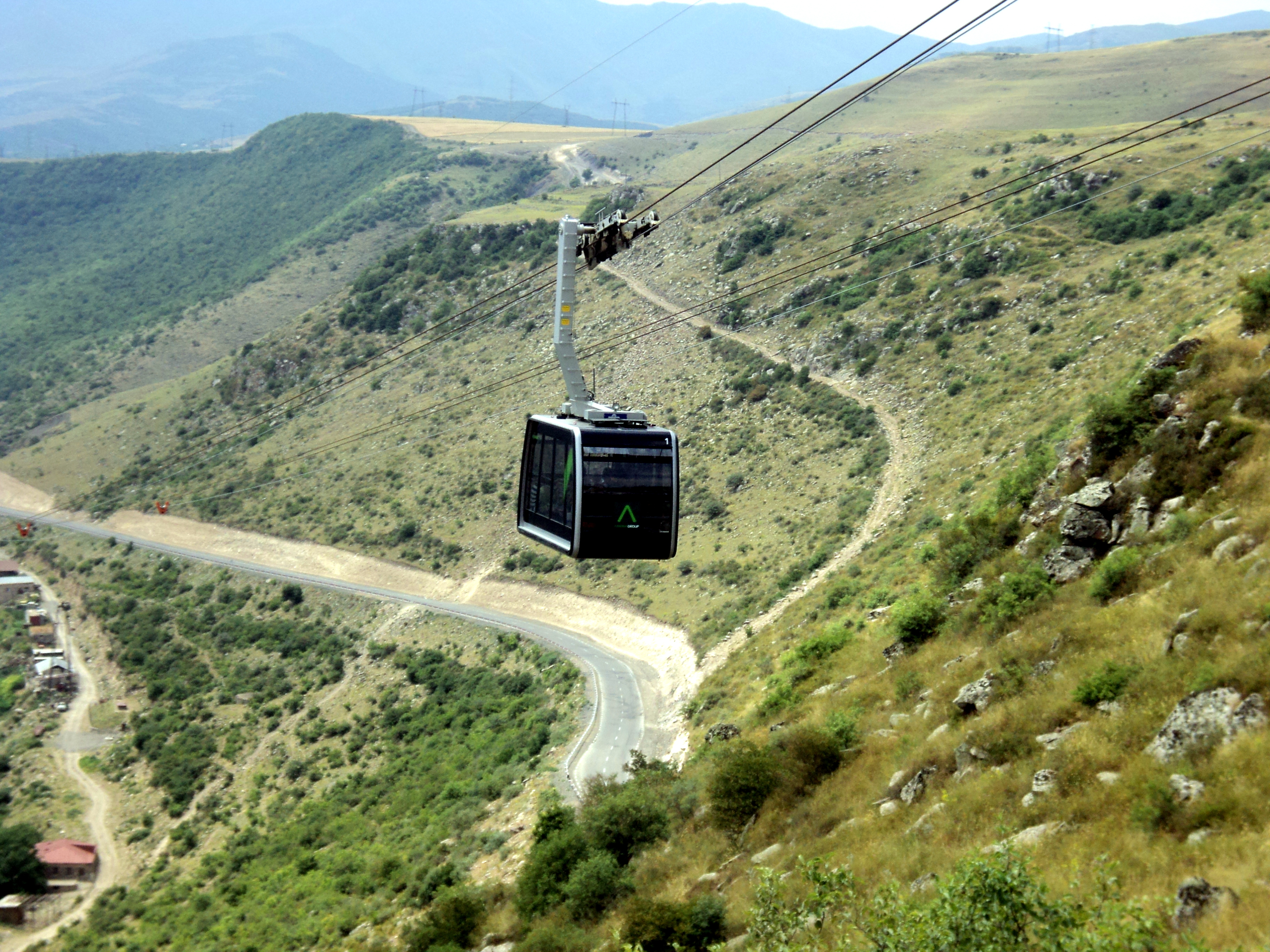
Seilbahn Tatev – Wings of Tatev

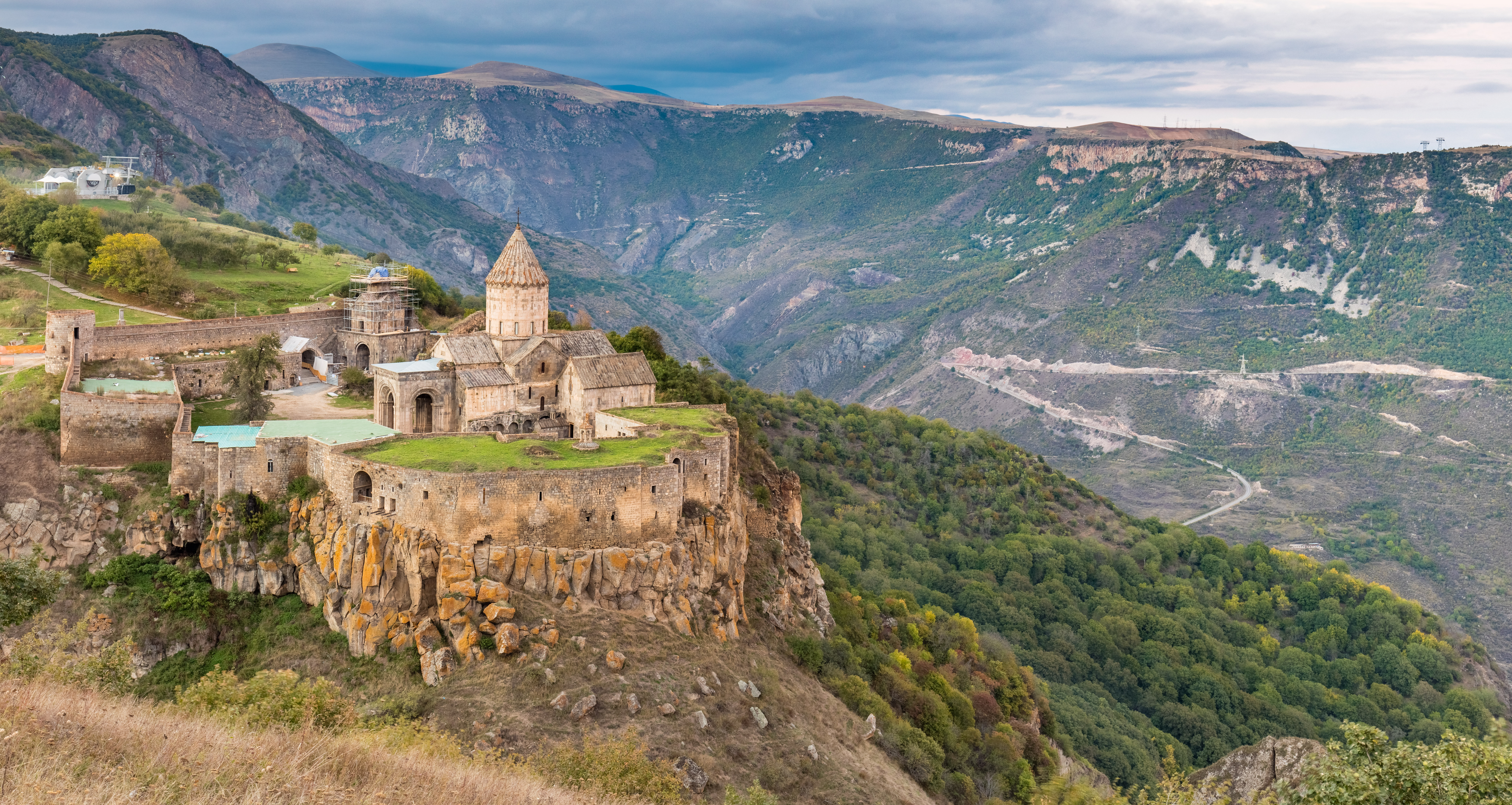
Kloster Tatev, links oben die Seilbahnstation, in der Mitte die Worotan-Schlucht mit der alten Straße (ganz hinten), der neuen Straße und ganz rechts oben zwei Seilbahnstützen auf der anderen Seite der Schlucht

Die Seilbahn Tatev (auch Wings of Tatev – Flügel von Tatev genannt) erleichtert den Zugang zum Kloster Tatev im Südosten Armeniens.

## Beschreibung
Die Seilbahn verbindet das südlich von Goris in der Provinz Sjunik auf 1546 m gelegene Dorf Halidsor über zwei Bergkuppen und die 2,7 km breite und rund 500 m tiefe Worotan-Schlucht hinweg mit dem auf 1537 m gelegenen Kloster und Dorf Tatev. An ihrer tiefsten Stelle schwebt die Seilbahnkabine immer noch 321 m über der Schlucht. Die Fahrt mit der 5,75 km langen Luftseilbahn dauert ca. 11 Minuten und erspart den Besuchern eine ursprünglich mehr als 30 Minuten lange Fahrt auf einer 14,5 km langen, engen und kurvenreichen Straße durch die Worotan-Schlucht, die inzwischen durch eine neue Straße vereinfacht wurde.
Die Seilbahn Tatev ist mit ihrer schrägen Länge von 5750 m deutlich länger als die 1999 eröffnete Sandia Peak Tramway in Albuquerque, New Mexico, USA, die bisher mit 4467 m die längste, in einer Sektion mit durchgehendem Tragseil ausgeführte Pendelbahn der Welt war. Die längste Personenseilbahn ist unverändert die 13 km lange Luftseilbahn Norsjö in Schweden, eine Gondelbahn, die 1989 aus der Sektion IV einer ehemaligen  96 km langen Materialseilbahn hervorgegangen ist.
Die Seilbahn wurde am 16. Oktober 2010 eröffnet. Dabei wurde mitgeteilt, dass die Einwohner von Tatev und Halidsor sowie der umliegenden Dörfer einmal pro Tag umsonst fahren dürfen, während das Ticket sonst $ 8 bzw. 6 € kostet. Die Seilbahn ist mit ihren Kosten von $ 18 Mio. (≈ 13 Mio. €) Teil eines 50-Millionen-Dollar-Programmes, mit dem der Tourismus im Südosten Armeniens gefördert werden soll und an dem private Unternehmer maßgeblich beteiligt sind.

## Technisches
Die Pendelbahn wurde von Doppelmayr/Garaventa gebaut und mit zwei Kronos-Kabinen von CWA für 25 Personen plus Kabinenbegleiter ausgerüstet. Die Kabinen fahren an je zwei Tragseilen mit 40 mm Durchmesser und werden von einem umlaufenden Zugseil mit 27 mm Durchmesser bewegt. Die Kabinen haben eine maximale Geschwindigkeit von 10 m/s (36 km/h), die Förderleistung beträgt 120 Personen pro Stunde. Die insgesamt vier Tragseile haben jeweils eine Länge von rund 6 km, das Zugseil ist etwas mehr als 11 500 m lang. Die Seilbahn hat drei Stahlgitterstützen. Die Station in Tatev ist eine vergleichsweise unscheinbare, offene Beton- und Stahlkonstruktion.